# Sluring (steg)
Sluring har använts inom det militära som inofficiell benämning på det trippande dubbelsteg som måste tas av någon som marscherar i otakt för att komma i takt med de övriga. Talspråksexempel: "göra en sluring", "ta en sluring", "ta ett sluringsteg". Det är allmänt använt bland annat på infanteriregementet I 20 i Umeå av stambefäl och inkallade i samband med marschövningar och högvaktsträning.
Dubbel sluring är en inofficiell benämning på marschsteg som förekommer inom bland annat ingenjörtrupperna och Livkompaniet som består av snabbare, trippande marschsteg som avslutas med ett markerat taktsteg.